# Џамахирија
Џамахирија (арап. جماهيرية) јесте арапска језичка кованица која означава посебан облик владавине и облик политичког уређења који је заговарао некадашњи либијски вођа Муамер ел Гадафи. Термин је по први пут употријебљен у Зеленој књизи (1975).

## Назив
Ријеч „џамахирија“ је неологизам који је настао путем замјене у коријену ријечи „џумхурија“ (република). Једнина „џумхур“ (народ) замијењена је множином „џамахир“ (масе народа) те се стога најчешће преводи као „држава народних маса“ или „свенародна република“.
Џамахирија се некада употребљавала и као синоним за Либију будући да је њен службени назив гласио: „Велика Социјалистичка Народна Либијска Арапска Џамахирија“. Либијска држава је проглашена за џамахирију 2. марта 1977. године. Такође, џамахирија се жаргонски погрешно употребљава као назив за исламску теократску државу иако је једина џамахирија која је постојала важила као социјалистичка и секуларна земља.

## Теорија
Према Зеленој књизи народни конгреси су једино средство за остварење демократије. Сви други политички системи су недемократски. Џамахирија се заснива на непосредној (директној) демократији која се сматра за једину стварну демократију док се она представничка (парламентарна) одбацује као превара.
Првенствено, народ је организован у основне народне конгресе. Они бирају своје секретаријате, а сви они заједно сачињавају више народне конгресе. Основни народни конгреси бирају и народне комитете који су замјена за уобичајену владину администрацију. На челу свих институција се налазе народни комитети. Грађани који су чланови основних народних конгреса истовремено су и чланови синдиката, удружења послодаваца и струковних удружења.
Све што претресају народни конгреси и народни комитети завршну форму добија у Општем народном конгресу који је општи форум народних конгреса и народних комитета. Одлуке Општег народног конгреса, који се састаје најмање једном годишње, просљеђују се народним конгресима и народним комитетима на извршавање кроз ресорне комитете. Општи народни конгрес није збор парламентараца који гласају у своје име него збор народних конгреса и народних комитета.

## Либија
Једина држава која је проглашена за џамахирију била је Либија под вођством пуковника Муамера ел Гадафија у својству вође Револуције. Земља је била административно подијељена на општине (шабије), а основни народни конгреси су били изворни носиоци суверенитета и власти. Акти уставног карактера су били Декларација о успостављању народне власти (1977), Велика зелена повеља о људским правима (1988), Документ о револуционарном легитимитету (1990) и у коначници Закон о народним конгресима и народним комитетима (1996, 2001, 2007).
У састав основних народних конгреса су улазили сви пунољетни мушкарци и жене. Сваки конгрес је бирао свој секретаријат (руководеће тијело), а раније и народни комитет (извршно тијело). Доносили су законе и буџет, ратификовали међународне уговоре, одлучивали о рату и миру.
Секретаријати основних народних конгреса унутар општине су састављали општински народни конгрес. Бирао је свој секретаријат и секретаре ресорних општинских народних комитета, а раније и секретара општинског народног комитета. Сакупљали су резолуције, препоруке и запажања основних народних конгреса.
Државни Општи народни конгрес је био општи форум народних конгреса и народних комитета. Састављали су га секретари свих народних конгреса и секретари бројних народних комитета. Бирао је свој Секретаријат, секретара Општег народног комитета и секретаре ресорних општих народних комитета. Усвајао је законе и одлуке основних народних конгреса.
Пуковник Муамер ел Гадафи није имао званичну функцију нити у законодавној нити у извршној власти. Ословљаван је као вођа Револуције. Међутим, задржао је положај врховног команданта оружаних снага који је стекао након Првосептембарске револуције (1969). Секретар Општег народног конгреса је био шеф државе док је секретар Општег народног комитета био шеф владе. У Либијској Џамахирији нису дјеловале политичке странке. Поред вође Револуције постојале су и двије значајне невладине организације: Народно социјално вођство и Покрет револуционарних комитета. Њихов прокламовани задатак је био да чувају Првосептембарску револуцију и подстичу учешће народа у раду основних народних конгреса. Сједишта револуционарних комитета биле су тзв. матабе.